# Batalha de Manila (1945)
A Batalha de Manila foi a maior batalha urbana da Guerra do Pacífico na Segunda Guerra Mundial, ocorrida entre norte-americanos, filipinos e japoneses pela posse da capital das Filipinas. O confronto teve lugar entre 3 de fevereiro e 3 de março de 1945, durante a contraofensiva aliada no teatro de guerra do Sudeste Asiático.
A batalha, que culminou em um banho de sangue e na devastação total da cidade, marcou o fim de três anos de domínio japonês nas Filipinas. O general Douglas MacArthur, comandante das forças aliadas no Pacífico, considerou-a a chave para a reconquista do país.
Manila tornou-se uma das capitais mais devastadas durante toda a guerra, ao lado de Berlim e Varsóvia. A batalha encerrou os quase três anos de ocupação militar japonesa nas Filipinas (1942–1945). A captura da cidade foi marcada como a chave para a vitória do General Douglas MacArthur na campanha de reconquista.

## Início
Em 9 de janeiro de 1945, as tropas norte-americanas e filipinas desembarcaram no Golfo de Lingayen e avançaram rapidamente pela ilha de Luzon. Três semanas depois, em 31 de janeiro, as vanguardas americanas se aproximavam de Manila, com tropas paraquedistas ao norte realizando um movimento em pinça.

Em 4 de fevereiro, a ofensiva sobre a cidade foi lançada. As tropas, auxiliadas por informações da guerrilha filipina e tropas locais, atravessaram rios em locais onde as pontes estavam intactas. Um campo de concentração nas proximidades da capital, instalado no campus de uma universidade, foi libertado, encontrando mais de quatro mil prisioneiros, principalmente norte-americanos, canadenses, britânicos e australianos, internados desde abril de 1942.

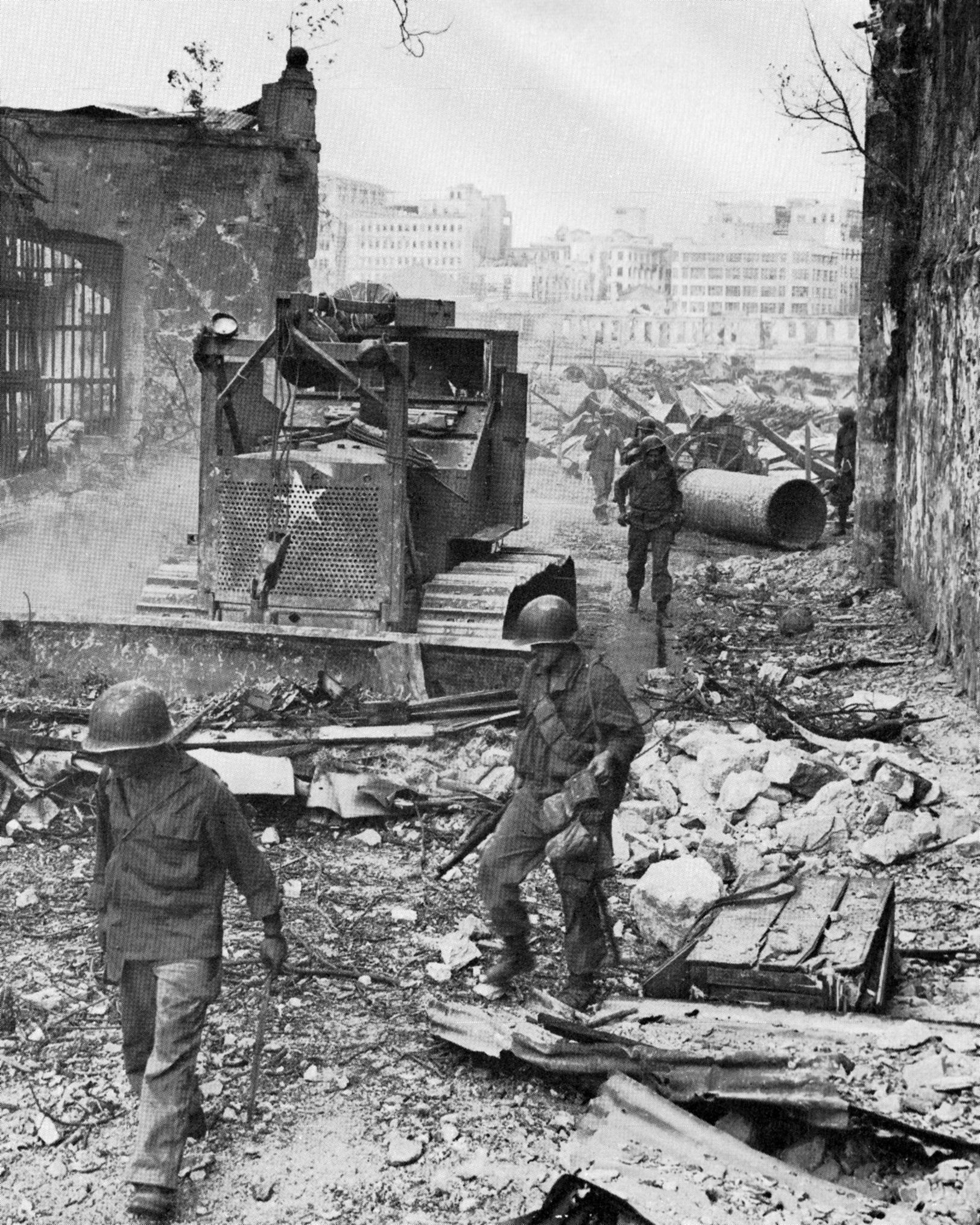
Tropas americanas andando nas ruínas de Manila. A capital filipina foi uma das cidades mais arrasadas da guerra.

## A defesa japonesa
À medida que as forças atacantes se aproximavam, o grosso das tropas japonesas se retirava para Baguio, numa estratégia planejada pelo general Tomoyuki Yamashita. Em 1942, o presidente filipino Manuel Quezon declarara Manila como cidade aberta antes de sua captura. Entretanto, em 1945, Yamashita não repetiu a estratégia, não antevendo uma batalha em uma cidade com mais de um milhão de habitantes e muitas construções inflamáveis.
Contrariando as ordens de Yamashita, o contra-almirante Iwabuchi Sanji, comandante das forças navais na capital, decidiu defender a cidade. Convocou cerca de 15 mil fuzileiros navais, marinheiros e soldados do exército, transformando Manila num campo fortificado. Cercaram os locais de acesso com arames farpados, minas e barreiras, dinamitando pontes e instalações militares. Entrincheiraram-se em edifícios comerciais e Intramuros, sítio histórico construído pelos espanhóis no século XVI.

## Cerco e massacre
Em 4 de fevereiro, o general MacArthur anunciou a iminente vitória, mas a batalha estava longe do fim. Tropas enfrentaram intensa resistência japonesa ao adentrar a cidade, transformando Manila num campo de batalha infernal, com lutas casa por casa que durariam um mês.
Os americanos atacavam com artilharia e bombardeio aéreo, enquanto os japoneses recuavam destruindo tudo para dificultar o avanço inimigo. MacArthur havia ordenado moderação no fogo concentrado para poupar civis e monumentos, mas a cidade tornou-se um mar de ruínas, devido à resistência feroz dos defensores.
Enfrentando ataques constantes, os japoneses, além de lutar contra os americanos, desencadearam uma onda de estupros, mutilações e atrocidades, conhecida como Massacre de Manila. Intramuros, cidade murada histórica, resistiu aos bombardeios, mas foi destruída gradualmente. O último reduto, o centro financeiro, foi destruído em 3 de março de 1945. A batalha custou mil mortos e cinco mil feridos aos americanos, 16 mil mortos entre os japoneses e a vida de cem mil filipinos.

## Legado
Ao longo de um mês, japoneses e americanos infligiram mais destruição a Manila do que a Luftwaffe causara a Londres em 1940. A Batalha de Manila é comparada à Varsóvia, sendo lembrada como uma tragédia nacional. Custou aos filipinos incontáveis vidas e a destruição de tesouros históricos, colégios, igrejas, universidades e mosteiros. O patrimônio cultural desapareceu, e a cidade outrora chamada de Pérola do Oriente foi virtualmente aniquilada.